# Honsfeld
Honsfeld is een plaats in de Duitstalige gemeente Büllingen in de Belgische provincie Luik. Honsfeld telt ruim 500 inwoners. Ten westen van de plaats ligt de Amelquelle die de bron is van de Amblève.
Deelgemeenten: Büllingen · Manderfeld · Rocherath

Overige kernen: Afst · Allmuthen · Andler Mühle · Berterath · Buchholz · Eimerscheid · Hasenvenn · Hergersberg · Holzheim · Honsfeld · Hüllscheid · Hünningen · Igelmonder Hof · Igelmondermühle · Kehr · Krewinkel · Krinkelt · Lanzerath · Losheimergraben · Medendorf · Merlscheid · Mürringen · Weckerath · Wirtzfeld

Belgische gemeenten · Duitstalige Gemeenschap · Arrondissement Verviers · Luik · Wallonië